# Јавни приходи
Јавни приходи су новац који држава прима од пореза и непореских извора да би јој омогућила да преузме јавну потрошњу . Државни приходи као и државна потрошња су компоненте државног буџета и важни алати владине фискалне политике . Прикупљање прихода је најосновнији задатак владе, јер је приход неопходан за рад владе, обезбеђивање општег добра (путем друштвеног уговора ради испуњења јавног интереса ) и спровођење њеногзакони ; ова неопходност прихода била је главни фактор у развоју модерне бирократске државе. 
Државни приходи се разликују од државног дуга и стварања новца , који обе служе као привремене мере повећања понуде новца владе без повећања њених прихода.

## Извори јавних прихода
Постоји низ извора из којих држава може остварити приход. Најчешћи извори државних прихода варирали су у различитим местима и временским периодима. У модерним временима, порески приходи су типично примарни извор прихода за владу.  Врсте пореза које признаје ОЕЦД укључују порезе на доходак и добит (укључујући порезе на доходак и капиталну добит ), доприносе за социјално осигурање , порезе на зараде , порезе на имовину (укључујући порезе на богатство , порезе на наследство и поклоне ) и порезе на добра и услуге (укључујући порезе на додату вредност, порези на промет , акцизе и царине ).  Осим тога, лутрије такође могу донети значајне приходе за владу. Почетком 2009. године, аустралијска влада је користила лутрије да повећа потрошњу, генеришући више од 60 милиона долара додатних пореских прихода за државне владе. 
Непорески приходи укључују дивиденде од државних корпорација , приходе централне банке , казне , накнаде , продају имовине и капиталне приходе у облику спољних зајмова и дугова од међународних финансијских институција.  Страна помоћ је често главни извор прихода за земље у развоју , а за неке земље у развоју је примарни извор прихода.  Сењораж је један од начина на који влада може да повећа приходе, дефлационирањем вредности своје валуте у замену за вишак прихода, уштедом новца на овај начин владе могу повећати цене робе.
Под федералистичким системом, поднационалне владе могу да остваре део својих прихода из федералних грантова. 

## Политика
Већина влада има министра финансија који надгледа владине приходе. Владе такође могу имати засебну службу за приходе посвећену прикупљању прихода.